# Hot Nuts
Hot Nuts è il secondo album pubblicato dalla hard rock band britannica Tokyo Dragons pubblicato nel 2007.

## Tracce
1. On Your Marks – 4:21
2. Keeping The Wolf From The Door – 3:44
3. If I Run, You Run – 4:18
4. Killing Everybody You Meet – 4:38
5. Rock My Boat – 5:18
6. On Fuel – 2:14
7. Slayed Alive – 6:10
8. Ramblin' Jack – 3:51
9. Couldn't I Just Tell You – 3:35
10. The Ballad of Ballard – 4:51